# Yoo Byung-ok
Yoo Byung-ok (ur. 2 marca 1964) – południowokoreański piłkarz występujący na pozycji obrońcy.

## Kariera klubowa
Yoo karierę rozpoczął w drużynie Hanyang University w 1983. W latach 1987–1991 był zawodnikiem POSCO Atoms. Z POSCO zdobył mistrzostwo Korei Południowej w 1988. Karierę zakończył w LG Cheetahs w 1995.

## Kariera reprezentacyjna
W reprezentacji Korei Południowej Yoo zadebiutował w 1983 roku. W 1984 wystąpił w Pucharze Azji.
W 1986 roku został powołany do kadry na Mistrzostwa Świata. Na Mundialu w Meksyku był rezerwowym i nie wystąpił w żadnym meczu. Ogółem w latach 1983-1986 rozegrał w reprezentacji 15 spotkań.